# Narodni park Nairobi
Narodni park Nairobi je narodni park v Keniji, ki je bil ustanovljen leta 1946 približno 7 km južno od Nairobija. Ograjen je s treh strani, medtem ko odprta južna meja omogoča selitve divjih živali med parkom in sosednjimi ravnicami Kitengela. V sušnem obdobju se v parku zbirajo rastlinojede živali. Na narodni park Nairobi negativno vplivajo naraščajoča populacija ljudi in živine, spreminjanje rabe zemljišč in lov na divje živali. Kljub bližini mesta in razmeroma majhni velikosti se ponaša z veliko in raznoliko populacijo prostoživečih živali in je eno najuspešnejših zavetišč za nosoroge v Keniji.

## Zgodovina
Britanski kolonisti so prispeli na območje, kjer je park, v poznem 19. stoletju. V tem času je bilo na ravnicah Athi vzhodno in južno od današnjega Nairobija veliko divjih živali. Nomadski Masaji so živeli in pasli svoje govedo med divjimi živalmi. Ljudje Kikuyu so obdelovali gozdnato višavje nad Nairobijem. Ko je Nairobi rasel – do leta 1910 je imel 14.000 prebivalcev – so se konflikti med ljudmi in živalmi povečali. Prebivalci mesta so ponoči nosili orožje za zaščito pred levi. Živali so postopoma omejili na obsežne ravnice zahodno in južno od Nairobija, kolonialna vlada pa je to območje pustila ob strani kot rezervat za divjad. Naseljenci iz Nairobija, vključno z Isakom Dinesenom, avtorjem knjige Out of Africa, so v tem rezervatu jahali konje med gazelami, impalami (Aepyceros melampus) in zebrami.
V Nairobiju se je rodil naravovarstvenik Mervyn Cowie. Ko se je leta 1932 po devetih letih odsotnosti vrnil v Kenijo, je bil zaskrbljen, ko je videl, da se je število divjadi na ravnicah Athi zmanjšalo. Razširitev kmetij in živine je nadomestila rezervat. Kasneje se je tega kraja spominjal kot raja, ki je hitro izginjal. V tem času je bilo območje, ki je kasneje postalo narodni park Nairobi, del južnega rezervata za divjad. Lov v rezervatu ni bil dovoljen, dovoljena pa je bila skoraj vsaka druga dejavnost, vključno s pašo živine, odlaganjem in celo bombardiranjem kraljevih letalskih sil. Cowie je začel kampanjo za vzpostavitev sistema narodnih parkov v Keniji. Vlada je ustanovila komisijo za preučitev zadeve.
Uradno odprt leta 1946 je bil Narodni park Nairobi prvi rodni park, ustanovljen v Keniji. Masajski pastirji so bili odstranjeni iz svojih zemljišč, ko je bil park ustvarjen. Cowie je bil imenovan za direktorja narodnega parka Nairobi in je bil na položaju do leta 1966. Leta 1989 je kenijski predsednik Daniel arap Moi sežgal dvanajst ton slonovine na mestu v parku. Ta dogodek je izboljšal podobo Kenije o ohranjanju in varstvu prostoživečih živali.

## Geografija
Park pokriva površino 117,21 km² in je majhen v primerjavi z večino afriških narodnih parkov. Nadmorska višina parka se giblje med 1533 in 1760 m. Ima suho podnebje. Park je edini zaščiten del ekosistema Athi-Kapiti, predstavlja pa manj kot 10 % tega ekosistema.  Ima pestro paleto habitatov in vrst.
Park je približno 7 km od središča Nairobija. Okoli severne, vzhodne in zahodne meje parka je električna ograja. Njegovo južno mejo tvori reka Mbagathi. Ta meja ni ograjena in je odprta proti varstvenemu območju Kitengela (ki je neposredno južno od parka) in ravnice Athi-Kapiti. Čez to mejo je precejšen premik velikih kopitarjev.

## Rastlinstvo
Prevladujoče okolje parka je odprto travišče s posamičnimi grmi akacije. Na zahodnem višavju parka je visokogorski suhi gozd s sestoji Olea africana, Croton dichogamus, Brachylaena hutchinsii in Calodendrum. Spodnja pobočja teh območij so travniki. Na teh travniških območjih najdemo vrste rodu Themeda, cipreso, srakonjo (Digitaria) in pesjak (Cynodon). Raztresene so tudi Acacia xanthophloea. Ob stalni reki na jugu parka je obrežni gozd. V parku so območja polomljenega grmovja in globokih skalnatih dolin in sotesk. Vrsti v dolinah sta pretežno akacija in Euphorbia candelabrum. Druge drevesne vrste so Apodytes dimidiata, Canthium schimperiana, Elaeodendron buchananii, Ficus eriocarpa, Aspilia mossambicensis, Rhus natalensis in Newtonia. Številne rastline, ki rastejo na skalnatih pobočjih, so edinstvene za območje Nairobija. Te vrste so Euphorbia brevitorta, Drimia calcarata in Murdannia clarkeana.

## Živalstvo
Park ima veliko in raznoliko populacijo divjih živali. Vrste, ki jih najdemo v parku, so lev, leopard, kafrski bivol (Syncerus caffer), črni nosorog, žirafa, veliki povodni konj, lisasta hijena (Crocuta crocuta), črnorepi gnu (Connochaetes taurinus), Burchellova zebra (equus quagga burchellii), gepard, Thomsonova gazela (Eudorcas thomsonii), Grantova gazela (Nanger granti), navadni eland, impala, kongoni Alcelaphus buselaphus, elipsasta obvodna antilopa (Kobus ellipsiprymnus), svinja bradavičarka (Phacochoerus africanus), savanski pavijan (Papio anubis), podsedliški šakal (Lupulella mesomelas), navadni noj in nilski krokodil (Crocodylus niloticus).
Rastlinojede živali, med njimi gnu in zebra, uporabljajo ohranitveno območje Kitengela in migracijski koridor južno od parka, da dosežejo ravnice Athi-Kapiti. V vlažni sezoni se razpršijo po ravninah in se v sušnem obdobju vrnejo v park. Koncentracija divjih živali v parku je največja v sušnem obdobju, ko se površine zunaj parka posušijo. Majhni jezovi, zgrajeni ob reki Mbagathi, dajejo parku več vodnih virov kot ta zunanja območja. V sušnem obdobju privabljajo rastlinojede živali, ki so odvisne od vode. Park je severna meja za migracije divjih živali v sušnem obdobju. Velika je raznolikost vrst ptic, z do 500 stalnimi in selivskimi vrstami v parku. Jezovi so ustvarili habitat, ki ga je ustvaril človek, za ptice in vodne vrste.
David Sheldrick Trust vodi zatočišče v parku, ki ročno vzgaja osirotele slone in teleta nosorogov, nato pa jih izpusti nazaj v varna zatočišča. V zatočišče pripeljejo sirote in bolne živali iz vse Kenije. Zavetišče je v bližini glavnega vhoda v park. Odprto je bilo leta 1963. Postavila ga je Daphne Sheldrick po smrti moža Davida Sheldricka, nadzornika proti krivolovu v narodnem parku Tsavo. Narodni park Nairobi se včasih imenuje Ark Kifaru, kar pomeni Zavetišče za nosoroge. Je eno najuspešnejših zavetišč za nosoroge v Keniji in je eden redkih parkov, kjer so obiskovalci lahko prepričani, da bodo videli črnega nosoroga v njegovem naravnem habitatu.

## Ohranjanje
Mervyn Cowie je nadzoroval razvoj več kenijskih narodnih parkov in jih zasnoval z mislijo na ljudi. Ta poudarek je pripomogel k temu, da je turizem postala primarna gospodarska panoga Kenije. Vendar pa je poslabšalo odnose med človeško populacijo in prostoživečimi živalmi. Kmetje, ki živijo ob parkih, niso sodelovali pri vzpostavitvi parkov. Domačini so imeli od divjadi zelo malo koristi. Živino ogrožajo levi in nekateri lastniki zemljišč menijo, da kenijska divjad ni dobra zanje. Leta 1948 je v Nairobiju živelo 188.976 ljudi, do leta 1997 pa se je prebivalstvo mesta povečalo na 1,5 milijona. Park je pod pritiskom naraščajočega mestnega prebivalstva in potrebe po kmetijskih zemljiščih. Ljudje živijo tik ob mejah parka, kar povzroča konflikte med ljudmi in živalmi. Človeška populacija ustvarja tudi onesnaževanje in smeti. Odplake in industrijski odpadki iz tovarn, ki so vzdolž severne meje parka, onesnažujejo površinske in podzemne vodne sisteme parka.
Pogodbe z Masaji leta 1904 in 1911 so jih prisilile, da so se odpovedali vsem svojim severnim pašnikom na pobočju Laikipije blizu Mount Kenye. Nekateri ljudje, ki so tam izgubili zemljo, so bili preseljeni na območje Kitengele. Pastoralno življenje Masajev ni povzročilo konfliktov z divjimi živalmi. Danes so nekdanji ranči skupine Masai Kitengela privatizirani, nekaj zemljišč pa je bilo prodanih kmetom. Na avnicah Kitengela stojijo hiše, obdelana zemljišča, šole, trgovine in lokali. Nekateri prihodki parka so bili porabljeni za skupnostne projekte, da bi ljudje, ki živijo na Kitengeli, imeli koristi od zavarovanega območja. Številni lastniki zemljišč Masajev so ustanovili Združenje lastnikov zemljišč Kitengela, ki sodeluje s Kenijsko službo za divje živali, da bi zaščitili prostoživeče živali in poiskali koristi za domačine.
Park in ravnice Athi-Kapiti povezujejo selitve divjih populacij rastlinojedov. Ravnine južno od parka so pomembna prehranjevalna območja v deževni dobi. Preden je bilo ustanovljeno mesto, so črede živali sledile dežju in se premikale po ravnicah od Kilimandžara do Mount Kenye, tako velike selitve kot selitev, ki poteka na Serengetiju. Ko pa je mesto raslo, je park postal najsevernejša meja selitve živali. Živali, ki se selijo, lahko dosežejo svoje južne pašnike s potovanjem po delu ravnic Athi, imenovanem Kitengela. Ta zemlja je zelo pomembna za njihove migracijske poti, vendar rast človeške populacije in spremljajoča potreba po zemlji grozita, da bosta odrezala to tradicionalno selitveno pot od parka do ozemelj južneje. Selivke v parku so ogrožene tudi zaradi spreminjanja poselitvenih vzorcev, ograje in bližine Nairobija ter drugih industrijskih mest. Te dejavnosti razdrobijo njihove ekosisteme in zasedejo njihov življenjski prostor.
Od leta 2005 je zavarovano območje prepoznano kot enota za ohranjanje levov.

## Turizem in izobraževanje
Nacionalni park Nairobi je glavna turistična atrakcija za obiskovalce Nairobija. Zanimivosti za obiskovalce so različne vrste ptic v parku, gepardi, hijene, leopardi in levi. Druge zanimivosti so migracije gnujev in zeber v juliju in avgustu, spomenik zažiga slonovine ter Safari Walk in sirotišnica za živali v Nairobiju. Park obiskujejo prebivalci Nairobija in na tisoče kenijskih otrok na šolskih izletih obišče park vsak teden.
Izobraževalni center za ohranjanje divjih živali v parku ima predavanja in video oddaje o divjih živalih ter vodene oglede parka in živalske sirotišnice. Te ture so predvsem, vendar ne izključno, za izobraževanje šol in lokalnih skupnosti. Pojavile so se kritike o bivališčih za živali in zdaj imajo prostornejša bivališča v bolj naravnem okolju. Kenijska služba za divje živali je ustvarila Safari Walk, ki ponazarja raznolikost rastlin in živali, ki živijo na ozemlju Kenije, in kako vplivajo na kenijsko prebivalstvo.